# Aspiración manual endouterina
La aspiración manual endouterina o AMEU, es una técnica médica para retirar el contenido del útero a través del cérvix por medio de una cánula y una jeringa grande. Esta tecnología de salud reproductiva está indicada en aquellas pacientes que han cursado un aborto incompleto o retenido de hasta 12 semanas de gestación o bien para hacer una biopsia endometrial.

## Historia
En 1953 el obstetra sueco Tage Malmström introdujo una taza de metal hueca con forma de disco de acero inoxidable para la asistencia del parto por medio del vacío. La tubería de aspiración se unía al domo de la taza mediante una tubería. La copa Malmström se convirtió en el modelo para todos los sistemas extractores de vacío posteriores.
El dispositivo AMEU original lo desarrolló Servicios Internacionales de Asesoría sobre el Embarazo, conocida como Ipas por sus siglas en inglés, una organización internacional que trabaja para aumentar la capacidad de las mujeres a ejercer sus derechos sexuales y reproductivos, y para reducir las muertes
y lesiones relacionadas con los abortos.

## Usos clínicos
Se puede recurrir al AMEU cuando se ha presentado un aborto incompleto espontáneo, aborto retenido, mola hidatiforme y en aquellas pacientes que presentan ciclos menstruales irregulares o deben someterse a una biopsia endometrial. La biopsia endometrial no debe realizarse si hay sospecha de embarazo.

## Procedimiento
Debe llevarse a cabo una evaluación clínica completa de la paciente que incluya su historia médica general, determinar las características del cérvix como tamaño y dilatación. Se debe identificar si se presentan signos de sepsis o ruptura uterina, asimismo se deben descartar otras patologías pélvicas y confirmarse el aborto incompleto mediante una ecografía transvaginal.
El AMEU consiste en aspirar el contenido uterino mediante una cánula plástica unida a una fuente de vacío. La aspiración manual al vacío utiliza
una jeringa de 60ml. Se debe elegir la cánula de tamaño adecuado según la edad gestacional y la cantidad de dilatación del cuello uterino, generalmente el diámetro
de la cánula corresponde a las semanas de edad gestacional.
Dependiendo de las semanas de gestación, el aborto mediante aspiración de vacío lleva entre 3 y 10 minutos, puede realizarse de manera ambulatoria, utilizando
analgésicos AINES en los 30 a 60 minutos previos al procedimiento o anestesia local. Se examina el tejido aspirado para verificar que se completó el aborto. 
En embarazos muy tempranos la cánula puede ser introducida sin dilatación previa del cuello uterino, habitualmente se requiere dilatación mecánica o con dilatadores osmóticos o agentes farmacológicos como el misoprostol o la mifepristona antes de insertar la cánula.

## Ventajas
Varios estudios han informado menores pérdidas de sangre y reducción del dolor severo en los procedimientos manuales. Según la OMS la aspiración de
vacío con menos de 14 semanas de gestación es más eficaz y está asociada con menos complicaciones post aborto.